# دادلی ۳۲۷۰
سیارک ۳۲۷۰ (به انگلیسی: 3270 Dudley، نامگذاری:1982DA) سه هزار و دویست و هفتادمین سیارک کشف شده‌است که در ۱۸ فوریه ۱۹۸۲ کشف شد.
قدر مطلق سیارک برابر ۱۴٫۵۰ است.